# José Clemente Baigorrí
José Clemente Baigorrí (Soconcho, Córdoba, 7 de marzo de 1746 – Faenza, Estados Pontificios, 23 de enero de 1770) fue un novicio jesuita rioplatense, miembro de la antigua provincia jesuítica del Paraguay. Es recordado por su participación en el episodio conocido como el viaje de los novicios, tras la expulsión de los jesuitas de 1767, y por las biografías espirituales escritas sobre su vida por los padres Gaspar Juárez y José Manuel Peramás.

## Biografía

### Orígenes y familia
José Clemente nació en la estancia La Falda de Soconcho, en el valle de Calamuchita (Córdoba), en el seno de una familia criolla de origen navarro. Fue el sexto de ocho hijos del maestre de campo Juan Clemente de Baigorrí y Tejeda y de María Francisca de Ávila y Ferreira. Su bisabuelo fue Pedro de Baigorrí y Ruiz, gobernador de Buenos Aires. A los diez meses de edad sobrevivió, junto con su madre, a un ataque abipón que costó la vida de su abuela Rosa y la captura de su hermana Catalina.

### Formación y vocación
Recibió educación en el Convictorio de Nuestra Señora de Monserrat, donde se destacó por su brillantez académica, disciplina y fervor religioso. Fue apodado “el Catón” por sus compañeros, debido a su juicio maduro y rectitud moral. Ingresó como hermano coadjutor al noviciado de la Compañía de Jesús el 5 de diciembre de 1766, en vísperas de la festividad de la Inmaculada Concepción. Desde los primeros días de vida religiosa mostró un alto grado de perfección en la obediencia y el silencio, y fue especialmente devoto de la Virgen María.

### La expulsión de 1767
El 12 de junio de 1767, en cumplimiento del decreto del rey Carlos III, se ejecutó la expulsión de los jesuitas en Córdoba. Baigorrí y otros novicios fueron arrestados, llevados al convento de San Francisco, y más tarde forzados a marchar a pie hasta Buenos Aires. Desde allí fueron embarcados en la fragata La Venus rumbo a Cádiz.
En el Puerto de Santa María y en Jerez, las autoridades eclesiásticas intentaron persuadirlos de abandonar la Compañía. Baigorrí escribió cartas a sus compañeros vacilantes, alentándolos a no ceder. Su actitud fue clave para mantener la cohesión espiritual del grupo, más tarde conocido como “los invencibles”.

### Vida en Italia y fallecimiento
Gracias a benefactores particulares, los novicios viajaron a Roma y luego fueron admitidos en la Casa de Probación jesuita de Faenza, donde Baigorrí renovó sus votos el 23 de abril de 1769. Allí vivió un año de recogimiento y oración. A fines de 1769 contrajo una pulmonía. Murió el 23 de enero de 1770, tras una larga agonía y acompañado por signos que sus compañeros interpretaron como milagrosos. Fue sepultado con gran devoción por la comunidad jesuita local.

## Obras biográficas
- El padre Gaspar Juárez escribió una biografía titulada Vida del Hermano José Clemente Baigorrí, basada en testimonios orales, cartas y diarios hoy perdidos. Permaneció inédita hasta 2012, cuando fue editada críticamente por el historiador Carlos A. Page.[6]
- El padre José Manuel Peramás incluyó una versión breve de su vida en latín, en la obra De vita et moribus tredecim virorum paraguaycorum (1793), describiéndolo como un joven de “inocencia angélica” y “obediencia inflexible”, comparándolo con Luis Gonzaga y Estanislao de Kostka.[7]

## Legado
Aunque nunca fue beatificado, Baigorrí fue venerado por sus compañeros y por los exiliados jesuitas como modelo de virtud juvenil. En la literatura espiritual del exilio fue presentado como un mártir de la fidelidad religiosa en tiempos de persecución. La historiografía contemporánea lo considera un caso emblemático de la espiritualidad colonial criolla en su fase final antes de la disolución de la Compañía de Jesús en 1773.